# Grekisk snödroppe
Grekisk snödroppe (Galanthus ikariae) är en amaryllisväxtart som beskrevs av John Gilbert Baker. Enligt Catalogue of Life ingår Grekisk snödroppe i släktet snödroppar och familjen amaryllisväxter, men enligt Dyntaxa är tillhörigheten istället släktet snödroppar och familjen amaryllisväxter. IUCN kategoriserar arten globalt som sårbar. Arten förekommer tillfälligt i Sverige, men reproducerar sig inte. Inga underarter finns listade i Catalogue of Life.